# ЦСКА (клуб по хоккею с мячом)
ЦСКА (до 1951 — ЦДКА, до 1955 — ЦДСА, до 1960 — ЦСК МО) — клуб по хоккею с мячом, существовал в 1936—1962 годах (с перерывами). Был одним из наиболее титулованных команд СССР во второй половине 1950-х — начале 1960-х годов.

## Достижения
Чемпионат СССР по хоккею с мячом
- Чемпион (3): 1954, 1955, 1957
- Серебряный призёр (4): 1956, 1958, 1960, 1962
- Бронзовый призёр (2): 1959, 1961

Кубок СССР по хоккею с мячом
- Обладатель (3): 1939, 1945, 1946

## Расформирование
В расформировании команды решающую роль сыграл Анатолий Тарасов, считавший более важным сосредоточиться на развитии в ЦСКА команды по хоккею с шайбой.
В 1954—1956 годах игроки клуба в летнее время выступали в качестве команды по хоккею на траве и дважды выигрывали Всесоюзные соревнования (аналог чемпионата страны) по этому виду спорта. Михаил Гащенков и Владимир Быков становились чемпионами страны по хоккею с мячом, хоккею на траве и вице-чемпионами по хоккею с шайбой.